# هیرو موریتا
هیرو موریتا (انگلیسی: Hiro Morita؛ زادهٔ ۷ اوت ۱۹۶۷) مجری تلویزیون اهل ژاپن است.